# Dactylolabis (Dactylolabis) rhicnoptiloides
Dactylolabis (Dactylolabis) rhicnoptiloides is een tweevleugelige uit de familie steltmuggen (Limoniidae). De soort komt voor in het Nearctisch gebied.